# Topconferentie
Een topconferentie, vaak kortweg top genoemd, is een bijeenkomst waar twee of meer staatshoofden en regeringsleiders aanwezig zijn en onderling direct contact hebben.
Topconferenties zijn het meest zichtbare onderdeel van diplomatie: het zijn (slechts) bijeenkomsten op een bepaald punt in een (continu) onderhandelingsproces. Op topconferenties kunnen allerlei onderwerpen behandeld worden, van internationale veiligheid tot armoedebestrijding. Een topconferentie is niet top- vanwege de onderwerpen, maar vanwege de functies van de aanwezige personen.

## Voor- en nadelen van topconferenties

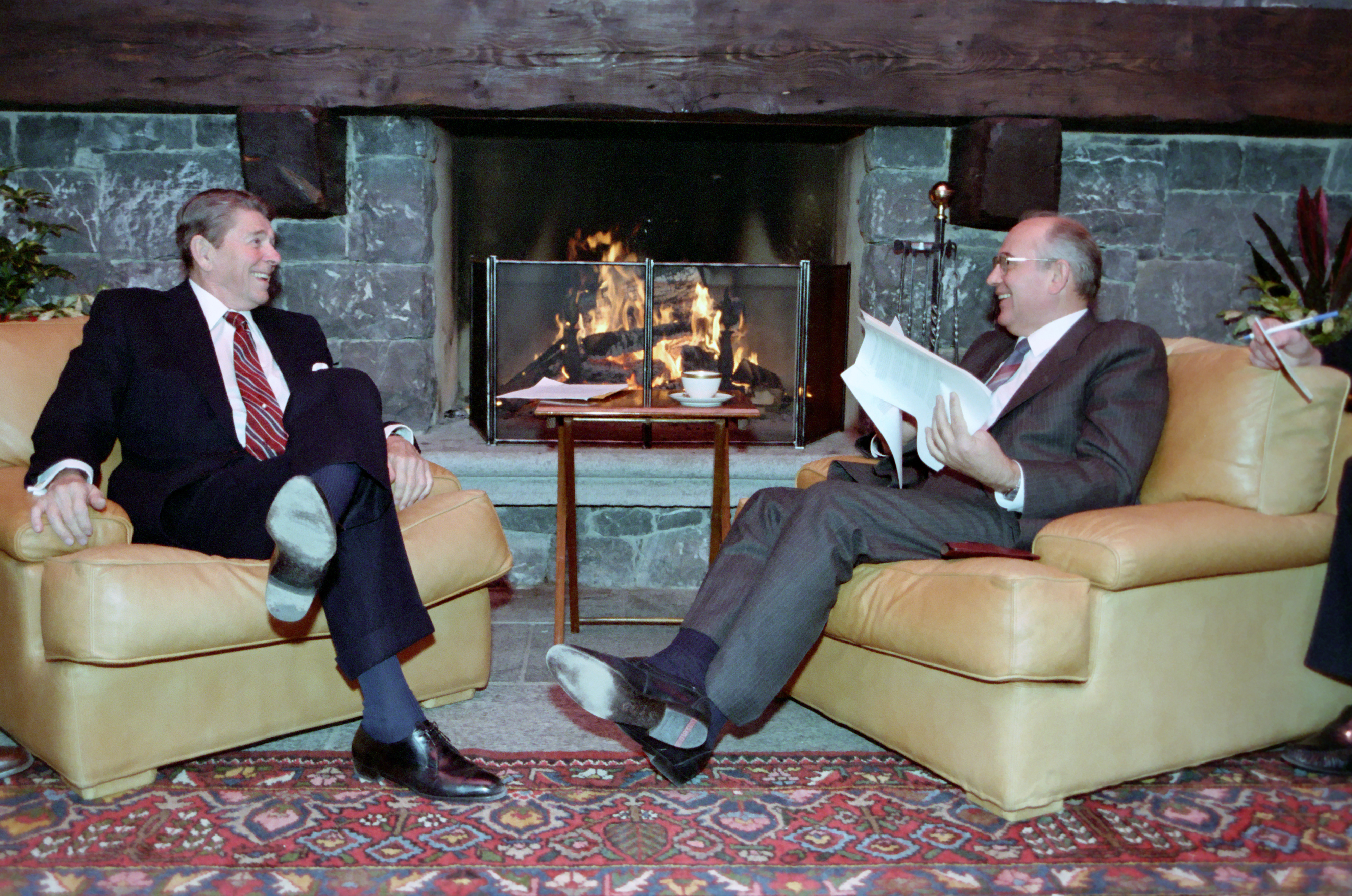
Ronald Reagan (links) en Michail Gorbatsjov in 1985

Topconferenties zijn vaak populair onder staatshoofden en regeringsleiders, omdat zij zich ermee in de aandacht van de mondiale media zetten en — minstens zo belangrijk — in het binnenland aandacht krijgen voor hun statuur. Politieke leiders zien topconferenties vaak als mogelijkheid om te praten met mensen van een gelijk kaliber.
De aandacht voor topconferenties werkt dus vaak in het voordeel van de deelnemers, maar sinds de opkomst van massamedia worden ze zeer kritisch bekeken en kan een uitlating in de pers om het binnenland gerust te stellen bij de andere deelnemers voor ongerustheid zorgen.
Via topconferenties kunnen zaken snel geregeld worden. Onder meer Winston Churchill zag dit als een groot voordeel: voor even staan niet de diplomaten, maar de toppolitici aan de frontlijn van het buitenlands beleid. Dit kan echter ook verkeerd uitpakken: een politicus kan, alleen gelaten door zijn adviseurs, onwenselijke toezeggingen doen.
Topconferenties leggen persoonlijke contacten tussen politieke leiders. Dit kan zeer goed uitpakken, maar de deelnemers kunnen ook een hekel aan elkaar krijgen, waardoor moeilijk akkoorden kunnen worden bereikt. Topconferenties kunnen leiden tot baanbrekende akkoorden of tot grote mislukkingen. Soms hebben ze de functie van vooronderhandelingen.
Topconferenties zijn flexibel van aard: het is makkelijk om zaken op de agenda te krijgen en samen te brainstormen. Ze zijn ideaal voor geheim overleg, los van de bureaucratie.
Het is voor regeringsleiders en staatshoofden niet geheel risicovrij om veel in het buitenland te zijn: ze kunnen het gevoel voor binnenlandse problemen kwijtraken — of de bevolking kan die indruk krijgen. Daarnaast kunnen ze door de vele conferenties vermoeid raken, zodat ze zich niet meer volledig kunnen inzetten voor het behandelen van binnenlandse vraagstukken. Bovendien gaan veel topconferenties over zaken waar het staatshoofd of de regeringsleider weinig van afweet of die van weinig belang zijn. Het sturen van een vakminister of een lagere ambtenaar naar een dergelijke topconferentie is echter vaak ongewenst: als andere landen hun belangrijkste politicus sturen, kan je het als staatshoofd of regeringsleider niet maken om de uitnodiging af te slaan.

## Soorten topconferenties
Aan de hand van het aantal deelnemers kunnen er drie types van topconferenties onderscheiden worden:
- bilaterale topconferentie: een topconferentie met de staatshoofden/regeringsleiders van twee staten;
- trilaterale topconferentie: een topconferentie met de staatshoofden/regeringsleiders van twee staten, waarbij het staatshoofd of de regeringsleider van een derde staat een bemiddelende en/of faciliterende rol heeft;
- multilaterale topconferentie: een topconferentie met de staatshoofden/regeringsleiders van meer dan twee staten.

Een (multilaterale) topconferentie wordt vaak gehouden in het kader van een internationale organisatie, zoals de Europese Unie ('Eurotop'), de NAVO of de G8. De onderwerpen van dergelijke topconferenties zijn nogal eens overlappend, waardoor de betrokken internationale organisaties met elkaar 'concurreren' om een prestigieus onderhandelingsresultaat. Ook bij gebeurtenissen als koninklijke huwelijken en de dood van Paus Johannes Paulus II hebben de staatshoofden en regeringsleiders de kans om elkaar persoonlijk te spreken.

## Locatie van topconferenties
De locatie van een topconferentie is belangrijk; het is vaak het eerste dat afgesproken wordt. De locatie is des te meer van belang, wanneer er tussen de betrokken staten spanningen zijn.
Wanneer een topconferentie plaatsvindt in het kader van een internationale organisatie, dan is de locatie vaak een vaste plaats. Zo vinden topconferenties van de NAVO of de EU meestal plaats in Brussel. In andere gevallen probeert de gaststaat de choreografie vaak te beïnvloeden en een symbolische locatie uit te kiezen.
Een andere belangrijke overweging bij het kiezen van de locatie betreft de veiligheid. In tijden van oorlog is het onverstandig om een locatie dicht bij het front te kiezen, hoewel dat anderzijds wel vertrouwen uitstraalt. Tegenwoordig worden veel topconferenties, met name die van de G8, gehouden op moeilijk begaanbare plaatsen om het demonstranten en terroristen moeilijk te maken de topconferentie te verstoren.

## Geschiedenis

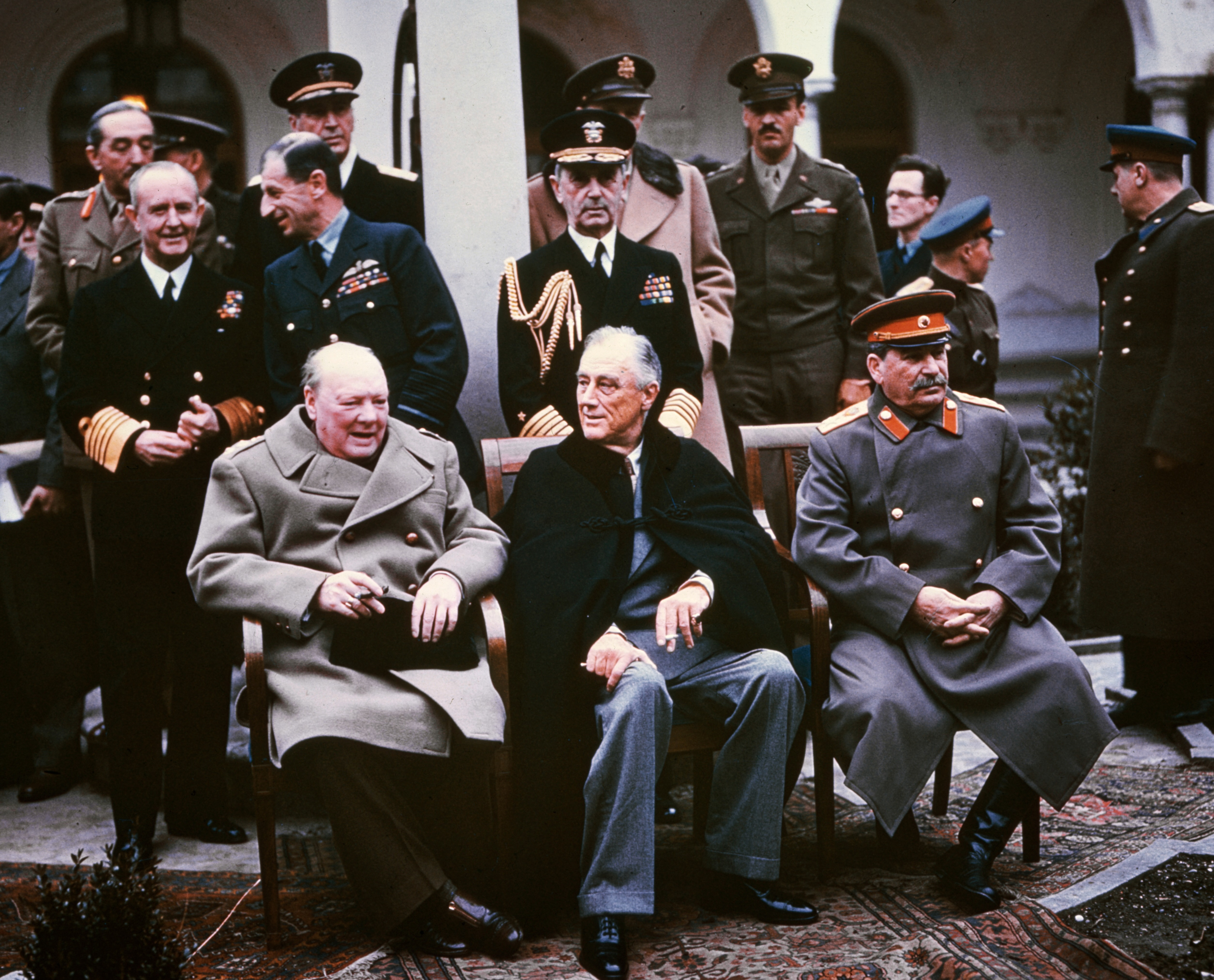
Winston Churchill, Franklin Delano Roosevelt en Jozef Stalin tijdens de Conferentie van Jalta in 1945

Sinds de opkomst van de diplomatie in de 17e eeuw zijn topconferenties enkele eeuwen vrijwel van het internationale toneel verdwenen. Voorheen was een topconferentie omgeven met groot wantrouwen: niet zelden vonden onderhandelingen tussen twee vorsten plaats op een vlot op een grensrivier, met op beide oevers een leger van een vorst om hem te beschermen. Dit grote wantrouwen was een van de redenen voor de opkomst van de diplomatie.
Tot 1945 vonden er zeer weinig topconferenties plaats. Sindsdien, maar vooral sinds de jaren zeventig van de twintigste eeuw, groeide het aantal topconferenties sterk. Hiervoor zijn een aantal oorzaken. Ten eerste de verbeterde transportmogelijkheden: waar het vroeger dagen, zo niet maanden duurde om de locatie van een topconferentie te paard te bereiken, kan men sinds de opkomst van het vliegtuig snel reizen. Ten tweede wordt de situatie in het binnenland steeds meer door het buitenland bepaald, omdat de wereldeconomie steeds meer integreert en zaken als milieuproblemen geen rekening houden met staatsgrenzen. Er is dus meer internationaal overleg nodig en hiertoe zijn er veel internationale organisaties opgericht die regelmatig bijeenkomsten houden. Ten derde hangt om topconferenties een soort 'aura': staatshoofden en regeringsleiders denken dat topconferenties vaak tot doorbraken leiden. Daarbij zien ze vaak ook de kans zich te kunnen profileren. Andere oorzaken voor de groei van topconferenties zijn de centralisering van het buitenlands beleid bij presidenten en premiers (ten koste van ministeries van Buitenlandse Zaken), de groei van het aantal staten (die vaak zwakke ministeries van Buitenlandse Zaken hebben waardoor de regeringsleider meer werk heeft) en de opkomst van regionale organisaties als de Europese Unie en de Afrikaanse Unie.
Tot de jaren zeventig van de twintigste eeuw stonden er vooral machtspolitieke zaken op de agenda; sindsdien vanwege de interdependentie echter ook allerlei andere zaken zoals economie, milieu en vluchtelingenproblematiek.